# اچ‌ام‌اس گلاسگو (۱۹۰۹)
اچ‌ام‌اس گلاسگو (۱۹۰۹) (به انگلیسی: HMS Glasgow (1909)) یک کشتی بود که طول آن ۴۵۳ فوت (۱۳۸٫۱ متر) بود. این کشتی در سال ۱۹۰۹ ساخته شد.